# GW:s mord
GW:s mord är ett svenskt kriminalprogram som började sändas i april 2017 i TV4. I programmet tar Leif G.W. Persson upp välkända kriminalfall, som han detaljerat beskriver och analyserar. Säsong 4 hade först premiär på C More.

## Avsnitt

### Säsong 1 – 2017
| Nr | Sändningsdatum | Kriminalfall                    |
| -- | -------------- | ------------------------------- |
| 1  | 18 april       | Mordet på Linda Chen 2009       |
| 2  | 25 april       | Da Costa-fallet 1984            |
| 3  | 2 maj          | Ulla Höglund-fallet 1970        |
| 4  | 16 maj         | Mordet på Marina Johansson 2010 |
| 5  | 23 maj         | Mordet på Göran Lundblad 2012   |
| 6  | 30 maj         | Zoran Radovanovic               |

### Säsong 2 – 2017
| Nr | Sändningsdatum | Kriminalfall                         |
| -- | -------------- | ------------------------------------ |
| 1  | 21 augusti     | Knutbydramat 2004                    |
| 2  | 28 augusti     | Mordet på Pernilla Hellgren 2000     |
| 3  | 4 september    | Mordet på Engla Juncosa Höglund 2008 |
| 4  | 11 september   | Mordet på Gabriel Kisch 1998         |

### Säsong 3 – 2018
| Nr | Sändningsdatum | Kriminalfall                              |
| -- | -------------- | ----------------------------------------- |
| 1  | 20 mars        | Serieskytten Peter Mangs                  |
| 2  | 3 april        | Sommarstugemorden i Arboga                |
| 3  | 10 april       | Sommarstugemorden i Arboga (fortsättning) |
| 4  | 17 april       | Helén Nilsson och Jannica Ekblad          |
| 5  | 14 maj         | Mordet på Carolin Stenvall 2008           |
| 6  | 21 maj         | Mördaren Carina André                     |

### Säsong 4 – 2018
| Nr | Sändningsdatum | Kriminalfall                  |
| -- | -------------- | ----------------------------- |
| 1  | 20 november    | Kannibalen i Malmö            |
| 2  | 20 november    | Styckmordet på Lovisa Lindh   |
| 3  | 27 november    | Mordet på Madeleine Delbom    |
| 4  | 27 november    | Tre kvinnomord                |
| 5  | 4 december     | Morden på Malmö Östra Sjukhus |
| 6  | 4 december     | Mordet i Keillers park        |
| 7  | 11 december    | Greven                        |
| 8  | 11 december    | Mordet på Eino Hiltunen       |

### Säsong 5 – 2019
Säsong 4 repriserad.
| Nr | Sändningsdatum | Kriminalfall                                                                         |
| -- | -------------- | ------------------------------------------------------------------------------------ |
| 1  | 2 april        | Kannibalen i Malmö                                                                   |
| 2  | 9 april        | Jonna Henningsson och styckmordet i Askersund i juni 2014                            |
| 3  | 16 april       | Mordet på Madeleine Delbom 2016                                                      |
| 4  | 23 april       | Tre kvinnomord                                                                       |
| 5  | 7 maj          | Morden på Malmö Östra Sjukhus                                                        |
| 6  | 14 maj         | Mordet i Keillers park 1997                                                          |
| 7  | 21 maj         | "Greven" Maximilian von Kartaschev och styckmordet på hustrun Marita Pentinmäki 1996 |
| 8  | 28 maj         | Mordet på Eino Hiltunen                                                              |

## Kritik mot serien
Serien har fått kritik från anhöriga till ett offer om att programmet skildrar händelserna på ett för ingående och dramatiserat sätt. Leif G.W. Persson instämde med kritiken mot serien.